# Земянкин, Сергей Николаевич
Сергей Николаевич Земя́нкин (р. 1945) — советский и украинский архитектор.

## Биография
В 1970 году окончил архитектурное отделение строительного факультета Львовского политехнического института.
С 1972 года работает в Львовском институте «Гипроград» («Город-проект»). Член национального союза архитекторов Украины.

## Проекты
- «Серебристый» (1974—1978)
- микрорайон — улица Кульпарковская (1980)
- микрорайон — улица Т. Г. Шевченко (1982)
- гостиницы «Турист» по улице 700-летия Львова (1984)
- «Спутник» по улице Боженко (1986)
- стоматологическая поликлиника по улице Сигновка (1988)
- два жилые дома для лиц пожилого возраста по улице 700-летия Львова (1999—2000)
- жилые дома по улице Повстанческой (1998)
- двух 8-этажных домов по улице Гипсовой (2003)
- жилые и общественные застройки в Золочеве, Больших Мостах, Жидачове (1990—1994).

## Награды и премии
- Государственная премия УССР имени Т. Г. Шевченко (1980) — за жилой квартал «Серебристый» во Львове